# Dynamite (album des Supremes et des Four Tops)
Pour les articles homonymes, voir Dynamite (homonymie).
Dynamite est le troisième et dernier album collaboratif entre les labelmates[Quoi ?] The Supremes et The Four Tops, sorti sous le label Motown en 1971. 
Il a été autant infructueux sur le plan commercial que The Magnificent 7 (en) (1970) et The Return of the Magnificent Seven (en) (1971).
Il comprend plusieurs reprises de tubes précédents et quelques originaux de Motown. Il s'ouvre sur It's Impossible, qui a été un succès en espagnol sous le nom de Somos novios, pour son compositeur Armando Manzanero, puis repris avec succès par Perry Como et le groupe R&B New Birth (en). Deux des morceaux, Hello Stranger (en) et Love the One You're With (en), ont également été des succès pour leurs compositeurs, respectivement Barbara Lewis (en) et Stephen Stills, tandis que le groupe Bread atteignait le sommet du palmarès Easy Listening[Quoi ?] avec If (en), et Aretha Franklin et The Ones (en) ont eu des succès modérés avec la composition de Franklin Don't Let Me Lose This Dream. Parmi les morceaux de Motown, les producteurs d'album ont choisi deux tubes légers de Marvin Gaye et Tammi Terrell, If I Could Build My Whole World Around You et Good Lovin 'Ain't Easy to Come By ; Do You Love Me Just a Little, Honey, une chanson co-écrite par Gladys Knight, Johnny Bristol (en), Harvey Fuqua et Vernon Bullock; plus deux compositions de Mel Larson et Jerry Marcellino : Melodie, qui avait été enregistré la même année par Bobby Darin, et The Bigger You Love (The Harder You Fall). 

## Titres
Face A
1. It's Impossible (Armando Manzanero, Sid Wayne) ; Produit par Frank Wilson et Bobby Taylor
2. The Bigger You Love (The Harder You Fall) (Jerry Marcellino, Mel Larson) ; Produit par Frank Wilson et Bobby Taylor
3. Hello Stranger (Barbara Lewis) ;Produit par Frank Wilson et Bobby Taylor
4. Love the One You're With (Stephen Stills) ; Produit par Frank Wilson et Bobby Taylor
5. Good Lovin' Ain't Easy to Come By (Nickolas Ashford, Valerie Simpson) ; Produit par Bobby Taylor

Face B
1. Melodie (Deke Richards, Jerry Marcellino, Mel Larson) ; Produit par Frank Wilson et Bobby Taylor
2. If (David Gates) ; Produit par Bobby Taylor
3. If I Could Build My Whole World Around You (Harvey Fuqua, Johnny Bristol, Vernon Bullock) ; Produit par Johnny Bristol
4. Don't Let Me Lose This Dream (Aretha Franklin, Ted White) ; Produit par Joe Hinton
5. Do You Love Me Just a Little, Honey (Gladys Knight, Harvey Fuqua, Johnny Bristol, Vernon Bullock) ; Produit par Johnny Bristol

## Membres
- The Supremes (Jean Terrell, Mary Wilson, Cindy Birdsong), The Four Tops (Levi Stubbs, Duke Fakir, Obie Benson, Lawrence Payton) - chant
- David Van DePitte, Gene Page, HB Barnum, Robert White - arrangeurs
- The Funk Brothers - instrumentation
- Curtis McNair - direction artistique
- Warren Linn - illustration
- Tom Schlesinger - graphiques

## Charts
| Chart                           | Peak position |
| ------------------------------- | ------------- |
| U.S. Billboard 200              | 160           |
| U.S. Billboard R&B Albums Chart | 21            |